# Guglielmo X d'Alvernia
Guglielmo d'Alvernia (ultimo decennio del XII secolo – 1245), fu conte d'Alvernia, dal 1222 sino alla sua morte.

## Origine
Guglielmo, come viene confermato sia dalla Chronica Albrici Monachi Trium Fontium, che dallo storico, chierico, canonista e bibliotecario francese, Étienne Baluze, e dallo storico francese del XVII secolo, Christophe Justel, fu il figlio maschio primogenito del conte d'Alvernia Guido II e di Petronilla di Chambon o Cambonia, che la Chronica Albrici Monachi Trium Fontium la cita come Cambonian sorellastra (soror abbatis Radulfi) dell'abate dell'Abbazia di Clairvaux, Rodolfo (Raoul de Pinis o di la Roche-Aymon) ed era l'unica figlia del signore di Chambon, Amelio III e della moglie, Dalmazia, figlia di Guglielmo, nobile dell'Alvernia; la quale Dalmazia, vedova del primo marito Amelio, sposò in seconde nozze, Eustorgio di Roche-Aimon (Eustorgius de Rupe), a cui diede Rodolfo (domnum abbatem Radulfum [abbatem Clarevallensem]).
Guido II, come viene confermato sia dalla Chronica Albrici Monachi Trium Fontium, sia dallo storico, chierico, canonista e bibliotecario francese, Étienne Baluze, e dallo storico francese del XVII secolo, Christophe Justel, fu il figlio secondogenito del Conte d'Alvernia, Roberto IV e di Matilde di Borgogna, che secondo la Chronica Albrici Monachi Trium Fontium era la sorella del duca di Borgogna (Ugo III); quindi, come conferma la Histoire généalogique des ducs de Bourgogne de la maison de France, era figlia del duca di Borgogna, Oddone II, e di Maria di Blois(1128 – 1190), la figlia primogenita del conte di Blois, di Chartres, di Meaux e di Châteaudun, signore di Sancerre e Amboise, conte di Troyes e conte di Champagne, Tebaldo, come viene confermata anche dalla Chronica Albrici Monachi Trium Fontium e di Matilde di Carinzia, figlia del duca di Carinzia, Enghelberto, come conferma Orderico Vitale nel volume VI, libro XI del suo Historia Ecclesiastica, Libri tredicim; anche Guglielmo di Tiro, che è stato arcivescovo della città di Tiro, nell'odierno Libano, nel suo Historia rerum in partibus transmarinis gestarum, cita il duca Ugo III come figlio della sorella di Tebaldo V di Blois, mentre gli Annales S. Benigni Divionensis citano Ugo III di Borgogna come figlio della figlia del conte di Champagne, Tebaldo II (Hugo, dux Burgundie, filius filie comitis Theobaldi comitis Campanie).

## Biografia

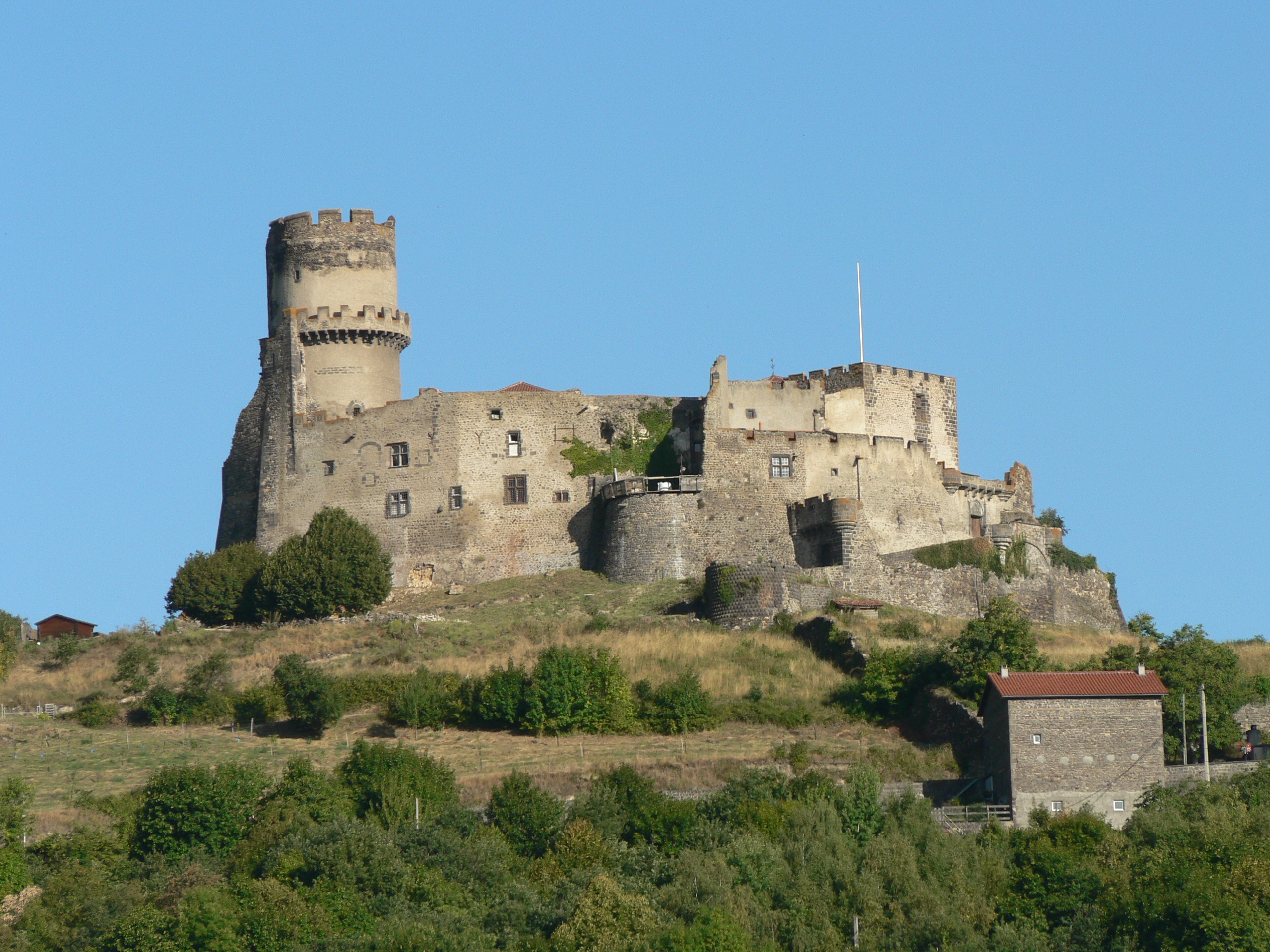
castello di Tournoël

Il rapporto tra suo padre, Guido, Conte d'Alvernia ed il fratello (lo zio di Guglielmo), Roberto, Vescovo di Clermont, fu sempre tormentato, tanto che la loro madre, Matilde di Borgogna, per pacificarli, dovette intervenire, assieme al nipote, il duca di Borgogna, Oddone III, come viene confermato da un documento, datato 1199. Questi avvenimenti sono ricordati sia da Christophe Justel che dal Baluze.
Secondo il documento n° 144 delle Layettes du Trésor des Chartes V (non consultato), nel 1202, Guglielmo venne fidanzato con la figlia di Arcimbaldo, Signore di Montluçon.
In quel periodo, suo padre, Guido II, aveva allacciato un buon rapporto col re d'Inghilterra, Riccardo Cuor di Leone, che lo portò ad una alleanza che continuò anche col successore di Riccardo, Giovanni Senza Terra.
Il rapporto tra suo padre e lo zio, Roberto continuò ad essere non molto buono, ma per un certo periodo tra i due fratelli vi fu una tregua, quando entrambi parteciparono alla Crociata albigese, nel 1207; al ritorno dalla crociata, nel 1209, suo padre, Guido, con l'approvazione di Guglielmo, il figlio primogenito, fece una donazione alla moglie, Petronilla, come riporta il Baluze nelle Preuves de l'Histoire généalogique de la maison d'Auvergne, tome 2.
Nel giugno di quello stesso anno, Guido fece testamento, confermando Guglielmo suo erede nel titolo e nei beni della contea, destinando alcune decime e proprietà anche alla moglie e agli altri due figli maschi, Ugo e Guido.
Nel 1209, suo padre Guido fece catturare il fratello vescovo, si appropriò di Clermont, ed in seguito, cacciò Roberto dalla contea; la cattura e l'imprigionamento del fratello Roberto viene confermato da una lettera di papa Innocenzo III a Guido, che era minacciato di scomunica, dove gli chiede la sua liberazione.
Dopo questi avvenimenti il rapporto di suo padre Guido col re di Francia, Filippo Augusto, che si ergeva a difensore della Chiesa, peggiorò e divenne conflittuale.
Nel 1210, secondo la Histoire des ducs de Bourbon et des comtes de Forez, Volume 1, Guglielmo si fidanzò con Eleonora di Forez, figlia del conte Guido III di Forez, con la clausola che se Guglielmo ed Eleonora non avessero avuto figli maschi la contea d'Alvernia sarebbe passata ai maschi della famiglia Forez.
Il contratto di matrimonio non poté essere portato a termine per il succedersi degli avvenimenti. Infatti, in quello stesso anno, l'esercito reale al comando del signore di Borbone, Guido di Dampierre, coadiuvato dal vescovo di Lione, Rinaldo di Forez, invase la contea d'Alvernia, conquistandola; la conquista terminò nel mese di dicembre del 1213, con l'assedio e la caduta del castello di Tournoël, nei pressi di Riom, alla cui difesa aveva preso parte il giovane Guglielmo che fu fatto prigioniero; l'Alvernia era divenuta, per la quasi totalità, una proprietà del re di Francia.
Da quell'anno la contea d'Alvernia indipendente dal re di Francia fu ridotta ad una piccola porzione, attorno alla sua capitale, Vic-le-Comte, mentre Clermont fu governata dal vescovo (il fratello di Guido, Roberto) e circa 120 feudi furono annessi al regno di Francia.
Suo padre, Guido II, morì nel 1222 e fu inumato nell'abbazia di Bouschet-Vauluisant e Guglielmo gli succedette nella contea di ridotte dimensioni.
Prima del 1225, Guglielmo sposò Adelaide di Brabante, vedova di Arnolfo, figlio del conte di Looz e di Rieneck, Gerardo I; Adelide, secondo la Genealogia Ducum Brabantiæ Heredum Franciæ era la figlia femmina terzogenita del Duca della Bassa Lorena (Lotaringia), duca di Lovanio e duca di Brabante, Enrico I e della sua prima moglie (come viene confermato sia dalla Flandria Generosa (Continuatio Bruxellensis), sia dal Gisleberti Chronicon Hanoniense), Matilde di Lorena, figlia del Conte consorte di Boulogne, Matteo di Lorena e della Contessa di Boulogne, Maria, come viene confermato sia dalla Flandria Generosa (Continuatio Bruxellensis), che dal Gisleberti Chronicon Hanoniense; il documento Extraicts des chartes de Brabant, datato 1224, delle Preuves del Trophées tant sacrées que profanes du Duché de Brabant, Volume 1, oltre citare Adelaide cita anche Guglielmo X, conte d'Alvernia (Willelmus Dei gratia comes Arverniæ), che, in quell'anno era succeduto al padre e Adelaide e Guglielmo, promessi sposi, rinunciano ad una eventuale successione nel Ducato della Bassa Lorena (Lotaringia); anche la Histoire généalogique de la maison d'Auvergne conferma che Alice o Adelaide, sposando Guglielmo X rinunciò ad ogni pretesa sul ducato di Bassa Lorena.
Verso il 1230, il re di Francia, Luigi IX il Santo, gli concesse di governare parte della vecchia contea che ora era denominata La terre d'Auvergne, che verso il 1240 fu concessa al fratello del re, Alfonso di Poitiers, come riferisce la Chronique de Guillaume de Nangis.
Nel 1245, Guglielmo fece testamento, disponendo che il suo figlio maschio primogenito, Roberto (Robertum filium nostrum), gli sarebbe succeduto nella contea di Alvernia, citando anche tutti gli altri figli e disponendo di essere tumulato nell'abbazia di Bouschet-Vauluisant.
Sua moglie, Adelaide rimasta vedova per la seconda volta (la Histoire généalogique de la maison d'Auvergne conferma la morte di Guglielmo X prima del 1247), si sposò in terze nozze con Arnoldo di Wesemael, figlio di Arnoldo I, signore di Wesemael e di sua moglie, Clemenza di Montferrand, come conferma la Histoire généalogique de la maison d'Auvergne e, nel 1262, divenne contessa di Boulogne; titolo che alla sua morte trasmise al figlio primogenito, Roberto.

## Discendenza
Guglielmo da Adelaide ebbe sette figli:
- Maria († 1280), che sposò Walter VI Berthout signore di Mechelen, figlio di Walter V Berthout signore di Mechelen[38] e della moglie Adeluye d’Enghie
- Roberto († 1277), che fu conte d'Alvernia e Conte di Boulogne[39]
- Guido († 1279), che abbracciò la vita ecclesiastica ottenendo numerosi benefici[40]
- Guglielmo († 1286), ecclesiastico che prevosto a Bruges[41]
- Goffredo († 1245 circa), menzionato nel testamento del padre[41]
- Enrico († 1258), menzionato nel testamento del padre[41]
- Matilde († 1280), che sposò Roberto III, conte di Clermont-en-Auvergne e Delfino d'Alvernia, figlio di Roberto II, conte di Clermont-en-Auvergne[42] e della moglie Alesia di Ventadour.

## Ascendenza
|                        |   |                       | Genitori                |  |  | Nonni |  |  | Bisnonni                  |  |  | Trisnonni               |  |
|                        |   |                       |                         |  |  |       |  |  | Guglielmo VIII d'Alvernia |  |  | Guglielmo VI d'Alvernia |  |
|                        |   |                       |                         |  |  |       |  |  | Guglielmo VIII d'Alvernia |  |  | Guglielmo VI d'Alvernia |  |
|                        |   | Emma d'Altavilla      |                         |  |  |       |  |  | Guglielmo VIII d'Alvernia |  |  |                         |  |
| Roberto IV d'Alvernia  |   |                       |                         |  |  |       |  |  | Guglielmo VIII d'Alvernia |  |  |                         |  |
|                        |   | Anna di Nevers        | Guglielmo II di Nevers  |  |  |       |  |  |                           |  |  |                         |  |
|                        |   | Anna di Nevers        | Guglielmo II di Nevers  |  |  |       |  |  |                           |  |  |                         |  |
|                        |   | Anna di Nevers        | Agnese di Beaugency     |  |  |       |  |  |                           |  |  |                         |  |
| Guido II d'Alvernia    |   | Anna di Nevers        |                         |  |  |       |  |  |                           |  |  |                         |  |
|                        |   | Oddone II di Borgogna | Ugo II di Borgogna      |  |  |       |  |  |                           |  |  |                         |  |
|                        |   | Oddone II di Borgogna | Ugo II di Borgogna      |  |  |       |  |  |                           |  |  |                         |  |
|                        |   | Oddone II di Borgogna | Matilda di Mayenne      |  |  |       |  |  |                           |  |  |                         |  |
| Matilde di Borgogna    |   | Oddone II di Borgogna |                         |  |  |       |  |  |                           |  |  |                         |  |
|                        |   | Maria di Blois        | Tebaldo II di Champagne |  |  |       |  |  |                           |  |  |                         |  |
|                        |   | Maria di Blois        | Tebaldo II di Champagne |  |  |       |  |  |                           |  |  |                         |  |
|                        |   | Maria di Blois        | Matilde di Carinzia     |  |  |       |  |  |                           |  |  |                         |  |
| Guglielmo X d'Alvernia |   | Maria di Blois        |                         |  |  |       |  |  |                           |  |  |                         |  |
|                        | … | …                     |                         |  |  |       |  |  |                           |  |  |                         |  |
|                        | … | …                     |                         |  |  |       |  |  |                           |  |  |                         |  |
|                        | … | …                     |                         |  |  |       |  |  |                           |  |  |                         |  |
| Amelio III di Chambon  | … |                       |                         |  |  |       |  |  |                           |  |  |                         |  |
|                        |   | …                     | …                       |  |  |       |  |  |                           |  |  |                         |  |
|                        |   | …                     | …                       |  |  |       |  |  |                           |  |  |                         |  |
|                        |   | …                     | …                       |  |  |       |  |  |                           |  |  |                         |  |
| Petronilla di Chambon  |   | …                     |                         |  |  |       |  |  |                           |  |  |                         |  |
|                        |   | …                     | …                       |  |  |       |  |  |                           |  |  |                         |  |
|                        |   | …                     | …                       |  |  |       |  |  |                           |  |  |                         |  |
|                        |   | …                     | …                       |  |  |       |  |  |                           |  |  |                         |  |
| Dalmazia d'Alvernia    |   | …                     |                         |  |  |       |  |  |                           |  |  |                         |  |
|                        |   | …                     | …                       |  |  |       |  |  |                           |  |  |                         |  |
|                        |   | …                     | …                       |  |  |       |  |  |                           |  |  |                         |  |
|                        |   | …                     | …                       |  |  |       |  |  |                           |  |  |                         |  |
|                        |   | …                     |                         |  |  |       |  |  |                           |  |  |                         |  |

### Fonti primarie
- (LA)  Baluze, Preuves de l'Histoire généalogique de la maison d'Auvergne, tome 2.
- (LA)  Preuves de l'Histoire généalogique de la maison d'Auvergne.
- (LA)  Monumenta Germaniae Historica, Scriptores, tomus V.
- (LA)  Monumenta Germaniae Historica, Scriptores, tomus IX.
- (LA)  Monumenta Germaniae Historica, Scriptores, tomus XXI.
- (LA)  Monumenta Germaniae Historica, Scriptores, tomus XXIII.
- (LA)  Justel, Histoire généalogique de la maison d'Auvergne.
- (LA)  Chroniques de Saint-Martial de Limoges.
- (LA)  Baluze, Preuves de l'Histoire généalogique de la maison d'Auvergne, tome 1.
- (LA)  Historia rerum in partibus transmarinis gestarum.
- (LA)  Layettes du trésor des chartes : de l'année 1224 à l'année 1246.
- (LA)  Obituarium Lugdunensis ecclesiæ.

### Letteratura storiografica
- Frederick Maurice Powicke, I regni di Filippo Augusto e Luigi VIII di Francia, cap. XIX, vol. V (Il trionfo del papato e lo sviluppo comunale) della Storia del mondo medievale, 1999, pp. 776–828
- (FR)  Justel, Histoire généalogique de la maison d'Auvergne.
- (FR)  Baluze, Histoire généalogique de la maison d'Auvergne, tome 1.
- (FR)  Histoire des ducs de Bourbon et des comtes de Forez, Volume 1.
- (FR)  Chronique de Guillaume de Nangis.
- (FR)  Trophées tant sacrés que profanes du duché de Brabant.